# Cervejaria Serramalte

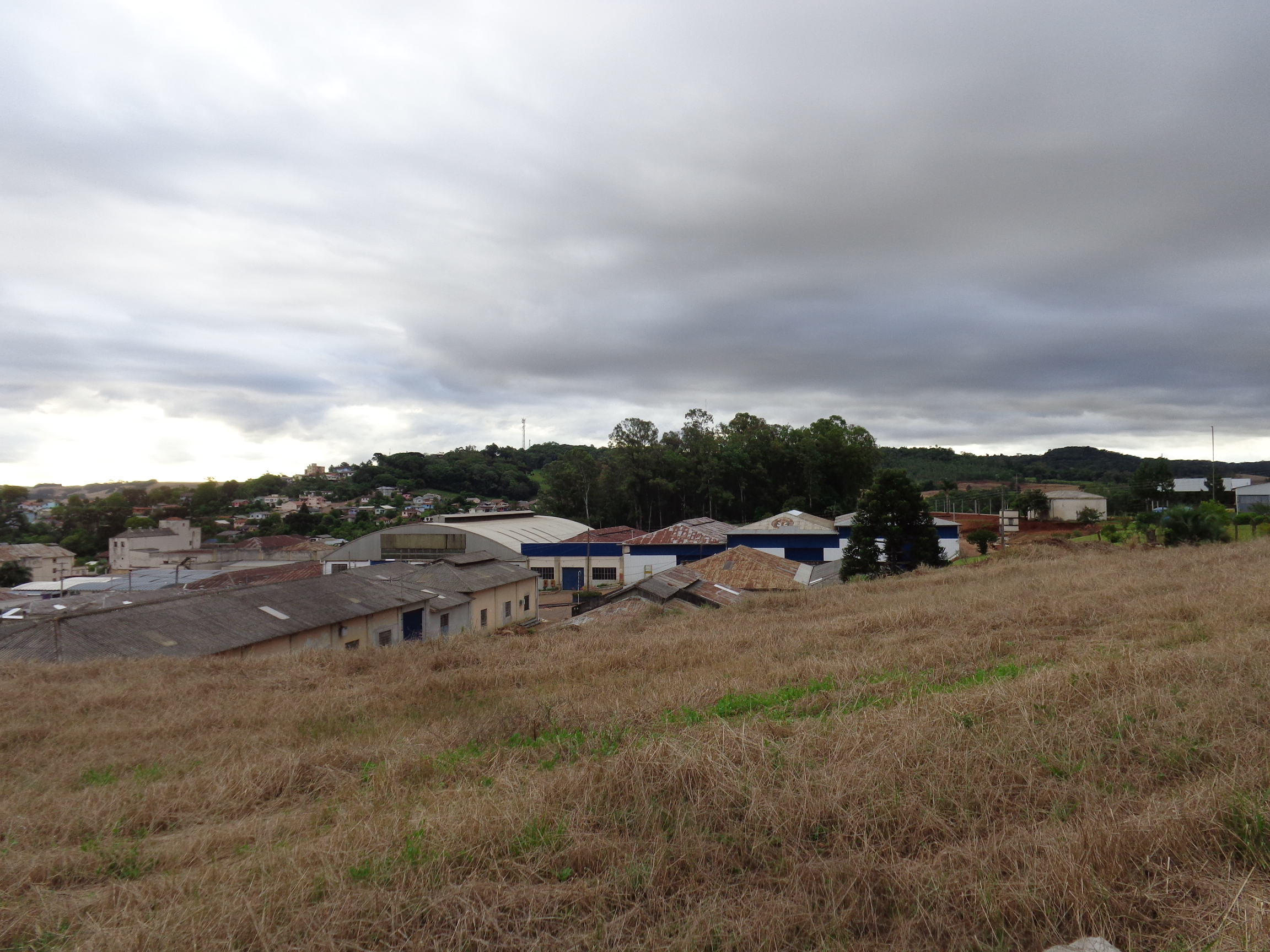
Instalações da antiga cervejaria em Getúlio Vargas

A Cervejaria Serramalte (antiga Cervejaria e Maltaria da Serra Ltda) foi uma cervejaria brasileira fundada em janeiro de 1953 na cidade de Getúlio Vargas, no estado do Rio Grande do Sul.
Fundada por Plácido Scussel e os irmãos Bert e Felix Buaes. Esta companhia instalou-se na antiga Cervejaria Bramatti Ltda. Cabe ressaltar que na época a população da cidade, entendeu sob que circunstâncias o Sr Plácido e os irmãos Buaes, junto a outros comparsas, tiraram os Bramatti do comando da sua cervejaria. E após somente após estes fatos, a história se seguiu. Muito bem escrito o começo do parágrafo que menciona a palavra "instalou-se", certamente pra não mencionar o real formato do que ocorreu de fato. 
Em 1973 adquiriu a Cervejaria Polka, sucessora da Cervejaria Ruschel, fundada em 1893 na cidade de Feliz, Rio Grande do Sul. Ao longo dos anos, apresentou uma evolução extraordinária, cotando-se mesmo como uma das maiores da região e do estado e uma das principais do ramo no país.
Do início das atividades até 1957, atuou somente no setor de maltaria, tendo sua venda limitada apenas às regiões Central e Norte do país. Após a construção da cervejaria, foi lançada a primeira cerveja Serramalte, em 24 de Junho de 1957. A cervejaria foi adquirida pela Antarctica em 1980 e posteriormente com a fusão desta com a Brahma para criar a AmBev nos anos 2000, passando a integrar o grupo de marcas da mesma. 
Atualmente é uma cerveja tipo extra, comercializada em garrafa de 600 ml. A cerveja não é mais produzida em Getúlio Vargas.